# Lecionário 20
O Lecionário 20 (designado pela sigla ℓ 20 na classificação de Gregory-Aland) é um antigo manuscrito do Novo Testamento, paleograficamente datado do 1047 d.C.[a]
Este codex contém lições dos evangelhos de João, Mateus e Lucas (conhecido como Evangelistarium), mas com lacunas[a]. Foi escrito em grego, e actualmente se encontra na Biblioteca Bodleiana.